# 陪著我的時候想著她
《陪著我的時候想著她》是郭靜個人第五張個人錄音室專輯，於2011年8月25日正式發行。
这张唱片福茂一改之前郭静专辑都在四五月发行的规律，拉长了录制时间，整张专辑的风格相比以往也凸显较快的节奏。专辑首波主打歌《陪着我的时候想着她》为台湾八大戲劇台韓劇《最佳愛情》片尾曲，于7月中旬曝光。第二主打为第22届金曲奖最佳新人韦礼安包办词曲的快歌《软绵绵》。另外知名词曲搭档陈小霞-姚若龙在《下一个天亮》后创作了姊妹曲《下一个奇迹》，才女音乐人陈韦伶创作词曲的《离开》（非郭静的首张专辑中的《Leave》）也作为了韩剧《天堂牧场》的片尾曲，台湾新一代创作型女歌手徐佳莹创作了慢情歌《本来》，马来西亚音乐人易桀齐在本张唱片里也有一首词曲创作。其余作品以中板或者快速为主，与之前风格迥异。

## 曲目
| 曲序 | 曲名               | 曲             | 詞     | 編曲           | 注釋                                         |
| 01   | 陪著我的時候想著她 | 鸦片丹         | 黄婷   | 鴉片丹         | 首波主打歌，八大戲劇台韓劇《最佳愛情》片尾曲 |
| 02   | 愛情模樣           | 溫偉杰         | 溫偉杰 | 黃中岳         |                                              |
| 03   | 下一個奇蹟         | 陳小霞         | 姚若龍 | 奧斯卡         | 第五波主打                                   |
| 04   | 軟綿綿             | 韋禮安         | 韋禮安 | 周顯哲         | 第二波主打                                   |
| 05   | 往未來飛的客機     | 易桀齊、伍冠諺 | 易桀齊 | 姚小民、奧斯卡 | 第四波主打 第二版改版主打                    |
| 06   | 本來               | 徐佳瑩         | 徐佳瑩 | 廖偉傑         |                                              |
| 07   | 又是艷陽天         | 韋禮安         | 韋禮安 | 黃中岳         | feat:韋禮安                                  |
| 08   | 算不算             | 王雅君         | 王雅君 | 伍冠諺         |                                              |
| 09   | 靜電               | 王雅君         | 郭靜   | 陳偉           |                                              |
| 10   | 離開               | 陳韋伶         | 陳韋伶 | 蔡庭貴         | 第三波主打，緯來戲劇台韓劇《天堂牧場》片尾曲 |

## 音乐录影带
| 曲名                   | 導演   | 友情出演 |
| 《陪著我的時候想著她》 | 侯季然 | 宥勝     |
| 《软绵绵》             | 刘邦耀 |          |
| 《下一个奇迹》         | 黄中平 | 李程彬   |
| 《離開》               | 杨大庆 | 李柏偉   |
| 《往未来飞的客机》     | 张清峰 | 藍雅芸   |
| ---------------------- | ------ | -------- |

## 唱片版本
- 預購版

2011年8月11日專輯開始預購，除了CD之外還贈送限量「絢爛純愛N次貼」，25日正式發售。且預購版專輯封面同正式版為不同照片，此預購版已經絕版。
- 正式版

2011年8月25日發行
- 純愛升級豪華寫真版

2011年10月5日發行「陪著我的時候想著她-純愛升級豪華寫真版」除原來的10首歌曲，再加收純愛升級豪華寫真版、52頁絢爛純愛寫真冊以及珍藏天后郭靜全紀錄。以『閃靚花瓣裝+飛躍翅膀鞋 郭靜”飛”常亮麗』做為本次改版專輯宣傳標語。

## 外部連結
- 郭靜8/25《陪著我的時候想著她》新輯上市[永久]
- 歌詞魔鏡：郭靜《陪著我的時候想著她》  （页面存档备份，存于）